# 가수원역
가수원역(Gasuwon station, 佳水院驛)은 대전광역시 서구 가수원동에 있는 호남선의 역이다.
2011년 8월 1일에 여객 취급을 중단하였다. GS칼텍스 대전저유소가 있어 연간 45만 톤을 대전광역시와 충청남도, 충청북도 일대에 공급을 했었으나, 2010년 12월 30일에 저유소가 송유관으로 기름을 보내면서 화물취급도 중단하였다. 과거에 비둘기호가 운행했던 시절에도 전역정차로  유명했던 비둘기호 마저 선택정차역이였다. 왜냐하면 이 시절에는 가수원역이 지금 위치와 달리 다른 곳에 있었는데 논과 밭 뿐이었기 때문이다. 이 역은 대전 도시철도 2호선과 충청권 광역철도의 정차역으로 계획되고 있다.

## 역사
- 1911년 7월 10일 : 영업 개시[1]
- 1912년 2월 21일 : 화물 취급 중지
- 1930년 2월 26일 : 소화물 취급 개시[2]
- 1937년 2월 16일 : 보통역으로 승격[3]
- 1969년 7월 17일 : 호남정유(현 GS칼텍스) 전용선 부설
- 1976년 6월 23일 : 역사 신축 착공
- 1976년 9월 20일 : 역사 신축 준공
- 1977년 3월 8일 : 호남선 복선공사 준공에 따라 역사 이전
- 1977년 5월 16일 : 수소화물 취급 중지[4]
- 1980년 2월 15일 : 호남정유 저유소 전용2번선 증설 사용 개시
- 1983년 2월 1일 : 여객 취급 중지[5]
- 2000년 4월 17일 : 여객 취급 재개[6]
- 2010년 12월 30일 : 화물 취급 중지[7]
- 2011년 8월 1일 : 여객 취급 중지와 동시에 무배치간이역으로 격하

## 사진

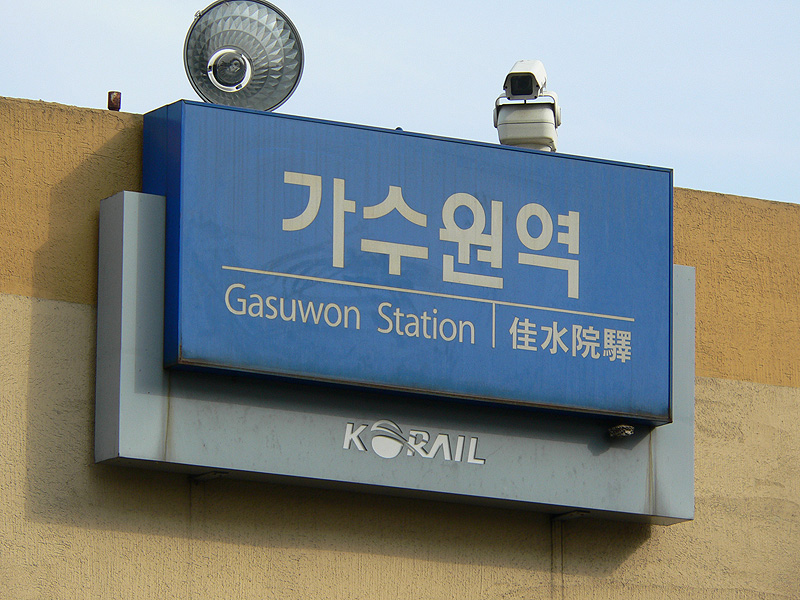
가수원역 역명판